# Llista d'abats de Santa Maria de Vilabertran
La llista d'abats de Santa Maria de Vilabertran comença amb el fundador del monestir Pere Rigald el 1069 i acaba amb el darrer quan el 1580 foren secularitzades totes les canòniques augustinianes per ordre del rei Felip II.

## Llista d'abats
- Pere Rigald (1069-1104)
- Arnau Adalbert (1105-1106)
- Berenguer (1107-1115)
- Pere Guillem (1120-1124)
- Ramon (1125-1127)
- Guillem (1127-?)
- Berenguer de Llers (1136-1142)
- Berenguer (1145)
- Pere Tarroja, posteriorment bisbe de Saragossa (1147-1152)
- Ramon d'Orusall (1162-1177)
- Ramon (1190-?)
- Guillem (1191-1194)
- Pere de Talamanca (1196-1201)
- Bernat (1203-1212)
- Pere de Soler (1214-1217)
- Arnau (1217-1218)
- Ramon (1220-1244)
- Guillem d'Empúries (1244-1257)
- Arnau de Darnius (1259-1285)
- Dalmau de Servià (1285-1308)
- Pere (1308-1312)
- Guillem de Seixà (1314-1319)
- Guillem de Pau (1322-1333)
- Ermengol de Vilaric (1333-1347)
- Dalmau de Rocabertí (1347-1348)
- Ramon d'Escales (1348-1377)
- Guillem (1379-1398)
- Gaufred de Vilaric (1403-?)
- Antoni Girgós (1410-1435)
- Pere Nadal (1440-1456)
- Guerau Berenguer de Cruïlles (1460-?)
- Gaspar de Cruïlles (1488-?)
- Berenguer de Cervelló (1534-1538)
- Pere Domènec (1545-1560)
- Cosme Damià Hortolà (1564-1568)
- Carles Domènec (1575-1580)